# Ekoterorismus
Ekoterorismus, též ekologický či environmentální terorismus, je násilné jednání (terorismus) související s ekologií. Jako ekoterorismus je označováno násilné jednání, které má za cíl životní prostředí bránit, případně se zaměřuje na dílčí otázky, často např. práva zvířat, která brání např. poškozováním laboratoří, v nichž probíhají pokusy na zvířatech.
Za ekoteroristy se někdy označují i ti ekologičtí aktivisté, kteří žádných teroristických metod nepoužívají. V tomto případě se jedná spíše o pejorativum.
Původní význam slova, které se objevilo v poslední čtvrtině 20. století v USA, znamenal použití teroristických metod za účelem ochrany životního prostředí či práv zvířat. Hranice mezi ekoterorismem, prostým poškozováním cizího majetku a společensky akceptovatelnou mírou protestu jsou ovšem vnímány rozdílně a použití pojmu ekoterorismus je tak v mnohých případech velice kontroverzní. Dle M. Mareše lze za ekoterorismus označit i metodu terorismu spočívající v úmyslném poškození životního prostředí. Dle některých environmentalistů je ekoterorismem jakékoliv poškozování životního prostředí či útoky proti členům zeleného hnutí.

## Vznik a vývoj ekoterorismu
Ačkoliv první akce radikálních environmentalistů, některými zpětně označované za akty ekoterorismu, začaly být organizovány na přelomu 60. a 70. let 20. století, vznik ekoterorismu je nejčastěji odvozován od vydání knihy Edwarda Abbeyho The Monkey Wrench Gang z roku 1975, ve které skupina čtyř lidí bojuje proti ničení arizonské přírody vládou a soukromými společnostmi, které pro ně ztělesňuje přehrada Glen Canyon. Mezi jejich metody patří například sypání písku do palivových nádrží bagrů, ničení billboardů nebo poškozování železničních tratí určených k převozu uhlí do elektráren. Tato kniha se stala „biblí“ některých členů radikálně environmentalistického hnutí, kteří si osvojili metody v ní popsané. V roce 1976 vzniká radikální Animal Liberation Front, která se zaměřuje na ochranu práv zvířat; o rok později se objevila skupina Sea Shepherd, která se zaměřuje na ochranu oceánu a především velryb; bojuje proti zejména japonským velrybářským firmám porušujícím mezinárodní námořní právo, přičemž od roku 1979 potopili devět velrybářských lodí. V roce 1998 organizaci podpořil také tibetský dalajláma.
V roce 1981 vzniká ve Spojených státech Earth First!, radikálně environmentalistická skupina, která se aktivně zapojuje do protestů například proti kácení stromů blokádami těžké techniky. Jeden z vůdců Earth First, Dave Foreman, napsal v roce 1985 knihu Ecodefense: A Field Guide To Monkeywrenching, která detailně popisuje ekoteroristické metody, potřebné vybavení, s tím související propagandu či základy bezpečnosti. Tato kniha byla několikrát aktualizována a je dostupná na internetu. V knize je například představen jeden ze způsobů ochrany stromů proti kácení spočívající ve vtloukání dlouhých a tlustých hřebů do stromů, které při kácení zničí motorovou pilu. Postupně začaly vznikat další organizace s podobným zaměřením, například Earth Liberation Front, Evan Mecham Eco-Terrorist International Conspiracy, Animal Rights Militia a jejich pobočky se začaly objevovat i v zahraničí.
Za typické ekoteroristické akce jsou označovány útoky na laboratoře provádějící testování na zvířatech, při kterých je ničeno vybavení laboratoří a zvířata vypouštěna do divoké přírody, dále ničení polí s geneticky modifikovanými potravinami, sabotáže a bombové útoky na těžkou stavební techniku či na automobily nepřátel, zapalování staveb boháčů atd. Označení některých metod za ekoterorismus je ovšem velice sporné, například zalepování zámků řeznictví, blokády vlaků s jaderným palivem či odpadem, nebo blokování velrybářských lodí.
Pravděpodobně největší ekoteroristickou akcí byla operace Earth Liberation Front provedená v říjnu 1998 ve Vailu v Coloradu, kde byly zapáleny čtyři vleky a pět budov v lyžařském středisku patřícímu společnosti Vail Resorts. ELF tuto společnost obviňovala z ničení nedotčené přírody Skalnatých hor. Škoda vyšší než jeden milion dolarů byla způsobena při několika dalších útocích. FBI odhaduje, že škody způsobené ekoteroristickými útoky po roce 2003 přesahují 200 milionů dolarů, v období let 1996 až 2001 to podle FBI bylo 45 milionů dolarů a bylo spácháno asi 600 aktů ekoterorismu.
V roce 2002 se objevuje výraz Green Scare („zelená hrozba“), kterou ochránci přírody v aluzi na tzv. „rudou hrozbu“ doby McCarthyho antikomunistického tažení (COINTELPRO) označují sílící kriminalizaci ekologických aktivistů ze strany amerického establishmentu. Poškozování majetku (například jatek, těžařských zařízení, automobilů s extrémní spotřebou) je označováno za terorismus stejně jako vraždění nevinných civilistů: na tuto skutečnost upozornil například případ aktivisty Roda Coronada z let 2003–2008, který byl obviněn coby terorista poté, co pouze odpověděl na jednom z mítinků na otázku, jak kdysi vyrobil výbušninu.

## Český ekoterorismus
V Česku jsou za akty ekoterorismu považovány útoky vůči společnosti Biotest provádějící vivisekci na zvířatech v roce 2003 či zničení pole s geneticky upravenou kukuřicí v Branišovících na Znojemsku v roce 2002.
Mezi akce českých radikálních environmentalistů patří i poškozování plakátů zvoucích do cirkusu či zalepování zámků od řeznictví, avšak klasifikovat tyto činy jako akty ekoterorismu je krajně sporné.